# نادي خانقين
نادي خانقين الرياضي هو فريق كرة قدم عراقي مقره في خانقين، ديالى، يلعب في الدوري العراقي الدرجة الثالثة والدوري الكردستاني الممتاز.

## روابط خارجية
- نادي خانقين على Goalzz.com
- أندية العراق - تواريخ التأسيس